# Bauhinia bassacensis
Bauhinia bassacensis är en ärtväxtart som beskrevs av François Gagnepain. Bauhinia bassacensis ingår i släktet Bauhinia och familjen ärtväxter.

## Underarter
Arten delas in i följande underarter:
- B. b. backeri
- B. b. bassacensis